# Macomb's Dam Bridge (pictură de Edward Hopper)
Macomb's Dam Bridge este o pictură din 1953 a pictorului realist american Edward Hopper. Lucrarea înfățișează podul barajului Macombs din New York; scena este liniștită și pustie, în contrast cu traficul obișnuit al podului. Lucrarea se află în colecția Muzeului Brooklyn din New York.